# متحف اليحي
متحف اليحي أحد متاحف منطقة عسير جنوب المملكة العربية السعودية، يقع المتحف في محافظة النماص، أسسه علي بن يحيى بن عبد الله ال يحيى. أنشأ المتخف عام 1395 هـ.

## مكونات المتحف
يشتمل المتحف مقتنيات من التراث الإسلامي منذ العهد النبوي الشريف، وعهد الخلافات الإسلامية الأولى إلى عهدنا الحاضر، وبه العديد من الأدوات المنزلية والزراعية والاسلحة والكتب التراثية والازياء النادرة بالإضافة إلى القطع الاثرية النادرة والنقود الورقية، كما يحتوي المتحف على أكثر من 8000 قطعة اثرية ويوجد به 1700 قطعة من العملة الورقية والمعدنية النادرة وهي من العهد الأموي والعباسي والدولة السعودية الأولى.